# 孔多波加區

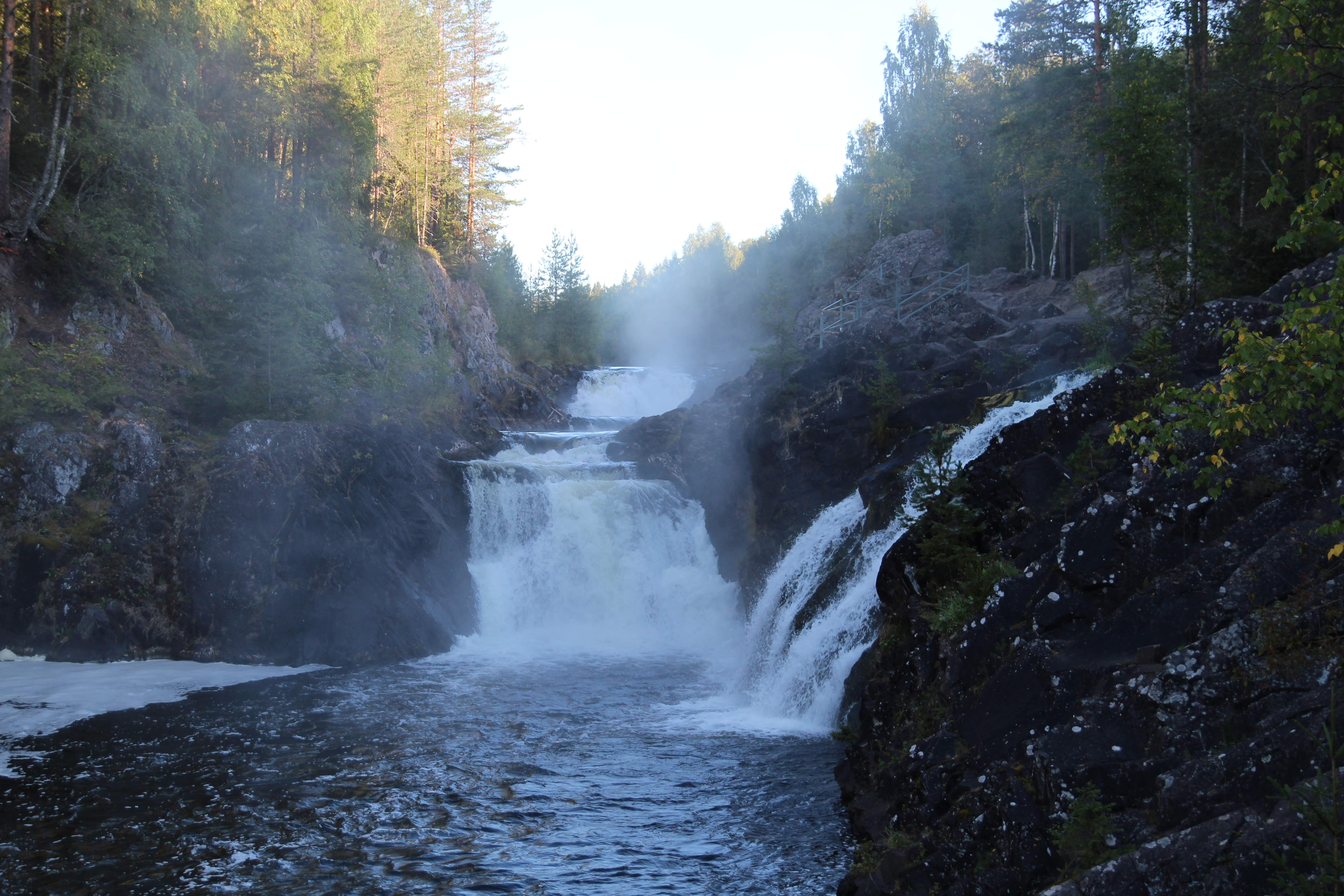

62°12′N 34°16′E / 62.200°N 34.267°E
孔多波加區（俄语：Кондопожский район），是俄羅斯的一個區，位於該國西北部，由卡累利阿共和國負責管轄，面積5,940平方公里，2010年人口41,114，人口密度每平方公里6.92人。